# (9129) 1998 HU144
A (9129) 1998 HU144 a Naprendszer kisbolygóövében található aszteroida. A LINEAR projekt keretében fedezték fel 1998. április 21-én.